# Selênio
O selênio (português brasileiro) ou selénio (português europeu) (do grego σελήνιον, resplendor da lua) é um elemento químico de símbolo Se, número atômico 34 (34 prótons e 34 elétrons) e com massa atómica de 78 u. Em condições normais de temperatura e pressão (CNTP), o selênio encontra-se no estado sólido. É um não metal do grupo dos calcogênios (16 ou VIA) da Classificação Periódica dos Elementos.
É um elemento essencial para a maioria das formas de vida. Um dos seus usos é na fabricação de células fotoelétricas. Foi descoberto em 1817 por Jöns Jacob Berzelius ao visitar uma fábrica de ácido sulfúrico.

## Características principais
O selênio pode ser encontrado em várias formas alotrópicas. O selênio amorfo existe em duas formas, a vítrea, negra, obtida ao esfriar-se rapidamente, o selênio líquido que funde a 180 °C e tem uma densidade de 4,28 g/cm³, e a vermelha, coloidal, que se obtém em reações de redução. O selênio cinza cristalino de estrutura hexagonal, a forma mais comum, funde a 220,5 °C e tem uma densidade de 4,81 g/cm³; a forma vermelha, de estrutura monoclínica, funde a 221 °C e tem uma densidade de 4,39 g/cm³.
É insolúvel em água e álcool, ligeiramente solúvel em dissulfeto de carbono e solúvel em éter.
Exibe o efeito fotoelétrico, convertendo a luz em eletricidade. Além disso, sua condutibilidade elétrica aumenta quando exposto à luz. Abaixo de seu ponto de fusão é um material semicondutor do tipo p.

## Aplicações
O selênio usa-se em várias aplicações eletrônicas, entre outras, como em células solares e retificadores. Em fotografia é empregado para intensificar e incrementar as faixas de tonalidades das fotografias em branco e preto e a durabilidade das imagens, assim como em xerografia.  É adicionado aos aços inoxidáveis e utilizado como catalisador em reações de desidrogenação.
- O seleniato de sódio é usado como inseticida, para o controle de enfermidades de animais e, igual ao arsênio, na fabricação de vidros para eliminar a coloração verde causada pelas impurezas de ferro.
- O selenito de sódio também é empregado na indústria do vidro e como aditivo para solos pobres em arsênio, e o selenito de amônio na fabricação de vidros e esmaltes vermelhos.
- Os sulfetos são usados em medicina veterinária e xampus anticaspa.
- O dióxido de selênio é um catalisador adequado para a oxidação, hidrogenação e desidrogenação de compostos orgânicos.
- A adição de selênio melhora a resistência ao desgaste da  borracha vulcanizada.
- Células fotoelétricas de selênio são utilizadas em fotômetros. Como produzem uma pequena quantidade de corrente elétrica ao receberem luz, dispensam o uso de pilhas ou baterias, ao contrário de fotômetros equipados com células fotoelétricas de silício ou sulfeto de cádmio

## Papel biológico
O selênio é um micronutriente para todas as formas de vida. É encontrado no pão, nos cereais, nos pescados, nas carnes e nos ovos. Um alimento tipicamente brasileiro, a castanha do Pará, é o alimento que mais contém selênio.
O selênio está presente no organismo humano na forma dos  aminoácidos selenocisteína e selenometionina. Estes aminoácidos são incorporados em proteínas  que desempenham uma série de papéis fundamentais para o bom funcionamento do organismo, dentre eles o da manutenção do controle redox celular, ou seja, selênio atua como um antioxidante, de modo a neutralizar os radicais livres, estimular o sistema imunológico e intervir no funcionamento da glândula tireoide.
O baixo consumo de alimentos que contem selênio pode elevar o nível de radicais livres ou outras espécies reativas de oxigênio (ROS), as quais muitas vezes são responsáveis pela alteração de algumas macromoléculas como proteínas e DNA, acarretando em doenças como artrite, câncer, diabetes, distrofia muscular entre outras.
A deficiência de selênio é relativamente rara, porém pode ocorrer em pacientes com disfunções intestinais severas ou com nutrição exclusivamente parenteral, assim como em populações que dependem de alimentos cultivados em solos pobres de selênio. A ingestão diária recomendada para adultos é de 55–70 μg; a ingestão de mais de 400 μg pode provocar efeitos tóxicos (selenoses).
Em resumo:
Sua carência nos humanos pode causar: esterilidade feminina, infecções, problemas de crescimento e insuficiência pancreática.
Seu excesso (em nível de nutriente) nos humanos pode causar: artrite, cansaço, halitose, irritabilidade, disfunção renal, desconforto muscular e pele amarelada.
Obs: O consumo de uma castanha do Pará por dia contém quantidades necessárias de selênio.

## História
O selênio  ( do grego σελήνιον, resplendor da lua ) foi descoberto em 1817 por Jöns Jacob Berzelius. Ao visitar a fábrica de ácido sulfúrico de Gripsholm, observou um líquido pardo avermelhado que, ao ser aquecido com maçarico, desprendia um odor fétido que se considerava até então característico e exclusivo do telúrio. O resultado da investigação desse material levou ao descobrimento do selênio. Chamado assim por ser muito parecido com o telúrio, criando a analogia por telúrio = tellus = terra. Mais tarde, o aperfeiçoamento de técnicas de análise permitiu detectar sua presença em diversos minerais, porém sempre em quantidades extraordinariamente pequenas.

## Abundância e obtenção
O selênio é encontrado muito distribuído na crosta terrestre. Na maioria das rochas e solos é encontrado em concentrações entre 0,1 e 2,0 ppm. Raramente é encontrado em estado nativo, obtendo-se principalmente como subproduto da refinação do cobre, já que aparece nos lodos (resíduos) de eletrólises junto com o telúrio (5–25% Se, 2–10% Te). A produção comercial se realiza pela queima dos lodos com cinzas de soda ou adição de ácido sulfúrico.
No primeiro método se adiciona um aglomerante de cinzas de soda e água aos lodos para formar uma pasta dura que se extrui cortando-se em pastilhas para proceder a secagem.  A pasta é queimada a 530–650 °C e submerge-se em água, resultando selênio hexavalente que se dissolve como selenato de sódio (Na2SeO4). Este se reduz a seleneto de sódio aquecendo-o de forma controlada, obtendo uma solução de coloração vermelha muito viva.  Injetando‐se ar na solução, o seleneto se oxida rapidamente, obtendo-se o selênio. A redução do selênio hexavalente também pode ser efetuada  empregando-se ácido clorídrico concentrado ou sais ferrosos, e íons cloro como catalisador.
O segundo método consiste em misturar os lodos de cobre com ácido sulfúrico, queimando a pasta resultante a 500–600 °C para obter o dióxido de selênio, que rapidamente se volatiliza na temperatura do processo.  Este se reduz a selênio elementar durante o processo de lavagem com dióxido de enxofre e água, podendo-se refiná-lo posteriormente até alcançar purezas de e 99,5 a 99,7% de selênio.
Os recursos de selênio associados a depósitos de cobre identificados giram em torno de 170 000 toneladas; estima-se que existam em torno de 425 000 toneladas a mais em depósitos de cobre e outros metais ainda não identificados.
| 1.  | China     | 1.100 |
| 2.  | Japão     | 740   |
| 3.  | Alemanha  | 300   |
| 4.  | Bélgica   | 200   |
| 5.  | Rússia    | 150   |
| 6.  | Finlândia | 115   |
| 7.  | Polónia   | 64    |
| 8.  | Canadá    | 57    |
| 9.  | Turquia   | 50    |
| 10. | Peru      | 40    |
| 11. | Suécia    | 19    |

Fonte: USGS.
OBS: Dados dos Estados Unidos não divulgados.
Dados de selênio refinado pelos países no mesmo ano.

## Isótopos
O selênio tem 28 isótopos, dos quais 5 são estáveis. O selênio-75 é empregado em radiodiagnóstico como traçador na visualização de tumores malignos.

## Precauções
O selênio é considerado um elemento perigoso para o meio ambiente, por isso seus compostos devem ser armazenados em locais secos evitando infiltrações que contaminem as águas. Os resíduos de selênio devem ser tratados em meio ácido com sulfito de sódio, aquecendo-os posteriormente para obter-se o selênio elementar, que apresenta uma menor biodisponibilidade.
Estudos recentes alertam para o fato de que altas taxas de selênio no sangue podem estar associadas ao desenvolvimento de diabetes em adultos. Os especialistas sugerem, que embora mais pesquisas devam ser feitas para confirmação deste fato, que não sejam recomendados alto consumo de selênio para pacientes diabéticos.